# 럽 아레나
럽 아레나(영어: Rupp Arena)은 미국 켄터키주 렉싱턴에 위치한 실내 경기장이다. 현재 NCAA 켄터키 대학교 농구부 홈경기장으로 사용되고 있으면, 과거 AHL 켄터키 스루블레이즈와 ECHL 렉싱턴 맨오워의 홈경기장으로 사용했다.